# Equatoriale lucht
Equatoriale lucht, afgekort EL, is een luchtmassa of luchtsoort, waarvan het brongebied in de equatoriale lagedrukzone of stiltegordel ligt. De begrenzing met tropische lucht wordt vanwege het geringe verschil tussen de luchtsoorten wel de intertropische convergentiezone genoemd.